# 2С12
2С12 «Са́ни» — советский буксируемый миномётный комплекс калибра 120 мм, обеспечивающий транспортировку миномёта как возимым, так и буксируемым способами.
До настоящего времени состоит на вооружении Вооружённых сил Российской Федерации, а также вооружённых сил большинства государств СНГ и ряда государств мира. Разработан в 1979 году конструкторами ЦНИИ «Буревестник». В 1981 году комплекс был принят на вооружение Советской Армии.

## Описание
Представляет собой гладкоствольную жёсткую систему, заряжание производится с дула. На дульной части установлен предохранитель от двойного заряжания.
В состав комплекса входят:
- 120-мм миномёт 2Б11;
- колёсный ход 2Л81;
- транспортная машина 2Ф510 или 2Ф510А;

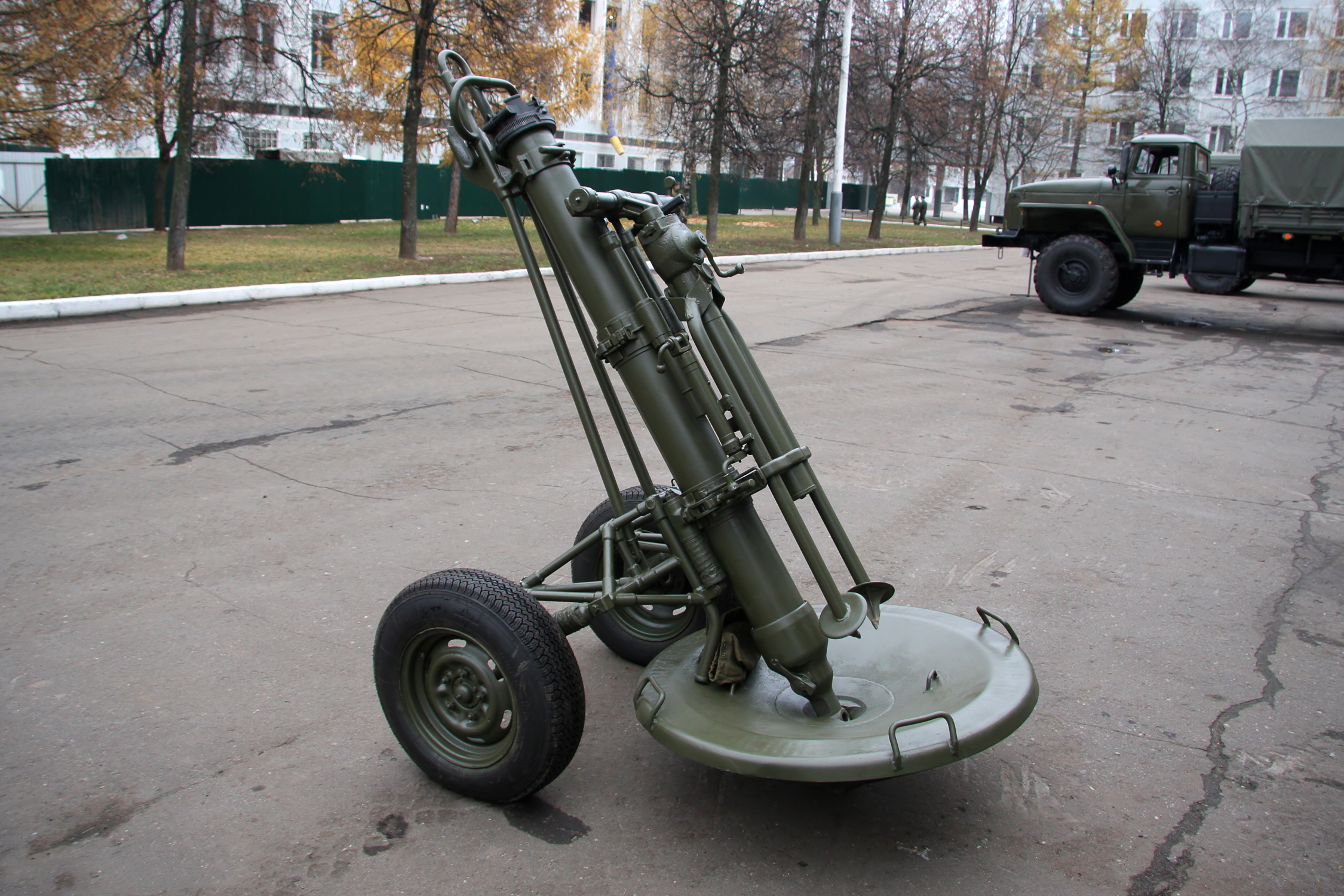
120-мм миномёт 2Б11 27-й гв. омсбр в походном положении на колёсном ходу 2Л81. День призывника. 2011 год.

- одиночный комплект ЗИП.

## ТТХ

### 120-мм миномётный комплекс 2С12 «Сани»
- масса миномёта 2Б11 (боевое положение): 210 кг;
- масса колёсного хода: 115 кг;
- масса миномётного комплекса с транспортной машиной 2Ф510А (на шасси Урал-43206-0651 с боекомплектом): 11 020 кг;
- максимальная начальная скорость мины: 325 м/с;
- прицельная скорострельность: до 10 выстр./мин.;
- максимальная дальность стрельбы: 7100 м;
- минимальная дальность стрельбы: 480 м;
- время перевода миномёта из походного положения в боевое и обратно: не более 3 мин.;
- возимый боекомплект: 56 выстр.;
- cкорость движения при буксировке миномёта на колёсном ходу:
  - по бездорожью, по грунтовой и булыжной дороге на небольшие расстояния (5…10 км): не более 20 км/ч;
  - по асфальтовому или бетонному шоссе в случае необходимости на небольшие расстояния (30 км): не более 60 км/ч.

#### 120-мм миномёт 2Б11
120-мм миномёт 2Б11 состоит из:
- ствола,
- предохранителя от двойного заряжания,
- двуноги-лафета,
- опорной плиты,
- прицела МПМ-44М.

Ствол предназначен для производства выстрела и сообщения мине начальной скорости в определенном направлении. Состав ствола:
- труба,
- казённик,
- обтюрирующее кольцо.

## Варианты и модификации

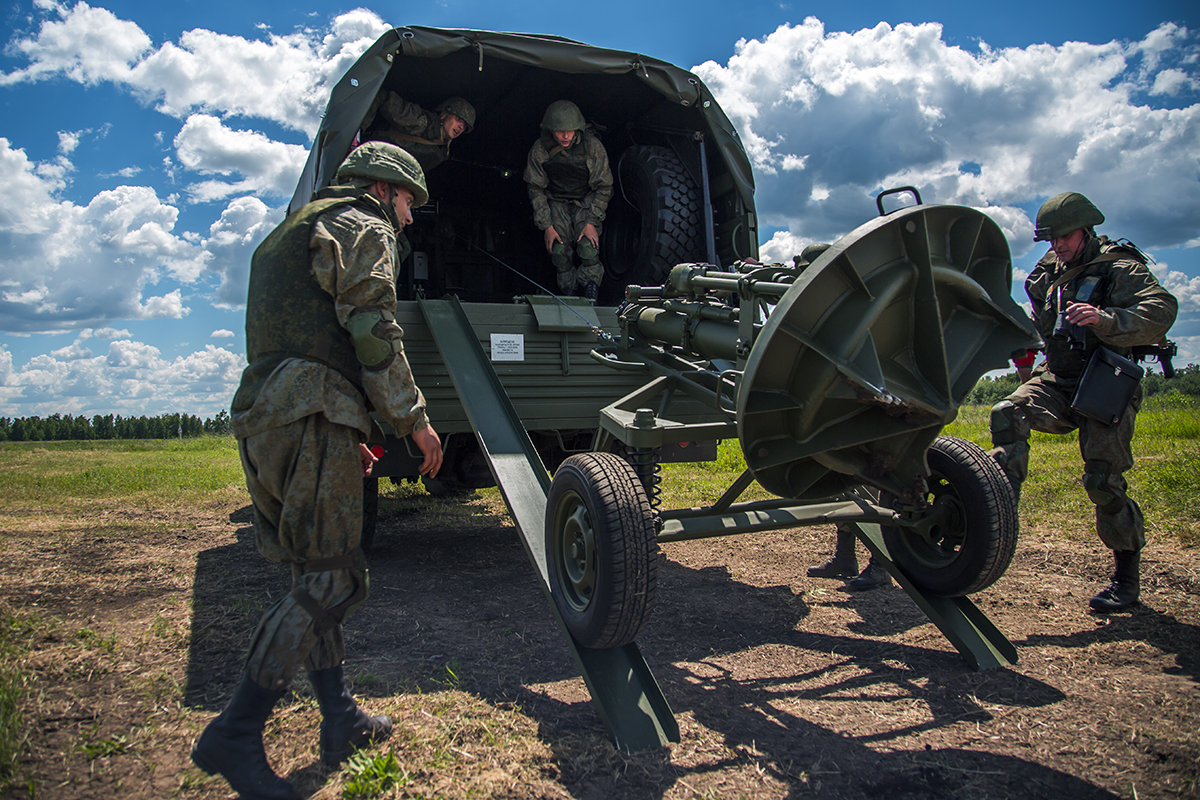
Закатывание расчётом миномёта по сходням в кузов транспортной машины 2Ф510А с помощью электрической лебёдки.

- 2С12 — буксируемый вариант с транспортной машиной 2Ф510 на шасси ГАЗ-66-05 (колёсная формула 4 × 4, комплект специального оборудования 2Ф32 — лебёдка, оснащённая электроприводом, сходни для закатывания миномёта на колёсном ходу в кузов с помощью лебёдки, элементы крепления миномёта в кузове, и пр.)[1];
- 2С12А — модернизированный буксируемый вариант с транспортной машиной 2Ф510А на шасси Урал-43206 (Урал-43206-0551-41 или Урал-43206-0651: колёсная формула 4 × 4, комплект специального оборудования 2Ф32 — электрическая лебёдка, сходни, элементы крепления и пр.)[1][2];
- 2С12Б или «Дилемма-2С12» — самоходный вариант на базе бронетранспортёра МТ-ЛБ[1].
- 2Б11А — новая опорная плита с шарниром, наводится по горизонтали без разворота опоры, транспортная машина «Урал» с дизельным двигателем повышенной мощности, электрической лебедкой для погрузки миномета.[3]

После модернизации 2020 года повысилась мобильность и точность ведения огня (он получил комплекс управляемого вооружения КМ-8 «Грань» — осколочно-фугасные мины с головкой самонаведения 9Э430 лазерного типа; это позволяет поражать на дистанции 9000 метров стационарные и движущие цели в любое время суток и без пристрелки).

## Боевое применение
В Сирии (с 2015)